# Paul Villard (volley-ball)
Paul Villard est un joueur français de volley-ball né le 22 février 1992 à Boulogne-sur-Mer (Pas-de-Calais). Il mesure 1,92 m et joue réceptionneur-attaquant.

## Clubs
| Club                         | Pays   | De        | À         |
| ---------------------------- | ------ | --------- | --------- |
| Tourcoing Lille Métropole VB | France | 2010-2011 | 2013-2014 |
| Beauvais Oise UC             | France | 2014-2015 | 2014-2015 |
| Cambrai                      | France | 2015-2016 | en cours  |

## Palmarès

### Sélection nationale
Néant

### Clubs
- Championnat de France Division B
  - Vainqueur : 2014.
  - Troisième : 2018, 2019.
- Coupe de France
  - Finaliste : 2015.

### Distinctions individuelles
- 2019 : Championnat de France (Division B) — Meilleur réceptionneur